# Trazo
Trazo és un municipi de la província de la Corunya a Galícia. Pertany a la comarca d'Ordes.
| 3.640 | 4.458 | 5.409 | 5.005 | 3.652 |
| Fonts: INE i IGE (Els criteris de registre censal variaren i les dades de l'INE i de l'IGE poden no coincidir.) |       |       |       |       |

## Parròquies
- Benza (San Pedro)
- Berreo (San Mamede)
- Campo (San Xoán)
- Castelo (Santa María)
- Chaián (Santa María)
- Monzo (San Martiño)
- Morlán (Santa María)
- Restande (Santa María)
- Trazo (Santa María)
- Vilouchada (San Vicenzo)
- Xavestre (San Cristovo)